# Prospero da Piazzola
Prospero da Piazzola (fl. XV-XVI secolo) è stato un pittore italiano attivo tra il 1472 e il 1521.

## Biografia
Di questo pittore rimangono poche opere documentate. Fu attivo nella decorazione ad affresco della Capella Santa Maria degli Angeli, nel Palazzo Vescovile di Padova, eretto nel 1495, e affrescato da Piazzola e Jacopo da Montagnana.